# Сясьские Рядки
Ся́сьские Рядки́ — упразднённое село на территории Сясьстройского городского поселения Волховского района Ленинградской области. Располагается на берегах реки Сясь. С 1961 года — в черте посёлка Сясьстрой.

## Топоним
Ойконим связан с гидронимом Сясь. Хотя оно сходно с вепсским «сяськ» — «комар», но такое сближение маловероятно.
Под другим именем село упоминается в 1582 году. О нём говорится в писцовых книгах: 

«Никольского Медведского монастыря рядок на реке на Сяси Межутки, в нём 22 двора пусты, а жили в нём крестьяне непашенные и рыбные ловцы; разорились от войны безвестно в девяносто в первом году».
 Как видно из этого отрывка, Сясьские Рядки назывались раньше Межутки.  Слово Межутки созвучно с названием межеумки — судна меньше ладьи, но прочнее её, так как имели дополнительную внутреннюю обшивку, которая крепилась к набору деревянными нагелями.
«Рядок» в древности — это поселение, не имеющее городского укрепления, где люди занимаются промыслами. В одном из материалов того времени говорится, что королём Польши Сигизмундом III было пожаловано Роману Неелову «в Обонежской пятине в Рожественском стану на Сясьском устье сельцо Рядок, а в нём по обе стороны реки пашни 20 четвертей…», также ему был пожалован и соседний Михайловский погост на Ладожском пороге (пополам с казачьим атаманом Тимофеем Шаровым).

## География
Село Сясьские Рядки раскинулось по обеим сторонам реки Сясь, впадающая в Волховскую губу Ладожского озера.
Река Сясь имела большое значение, являясь частью двух водных систем: Тихвинской и Мариинской, соединяющих Ладожское озеро с Волжским бассейном. Работы были начаты в 1802, а закончены в 1811 году. Главные пристани находились в Весьегонске, Сомине, Тихвине, Колчанове и Сясьских Рядках. Тяга шла главным образом конная по бечевнику. Навигация начиналась в конце апреля и заканчивалась в октябре, что составляло в среднем 180 дней. По системе проходило до 6 тысяч судов в год. Обслуживали её 40 тысяч лошадей, десятки тысяч погонщиков и бурлаков, в том числе дети.
Мелкие реки заставляли использовать несамоходные маломерные деревянные суда — соминки и тихвинки, имевшие незначительную (до 60 сантиметров) осадку, вполне подходящую для замываемых донным песком фарватеров. Ежегодно их строили около 200. Если соминки использовались только на местных трассах, то тихвинки ходили и по Мариинской водной системе (ныне Волго-Балт), и в малом каботажном плавании по Белому морю. Грузоподъемность этих судов составляла от 1420 до 2400 пудов.

## История
Наиболее известные древние поселения людей (эпоха неолита), находившиеся вблизи Сясьских Рядков были открыты при строительстве Ладожских каналов между реками Сясь и Свирь. В 1878 году на месте работ строители стали находить каменные ножи и топоры, черепа и кости, останки неизвестных животных. В настоящее время коллекция неолитических находок профессора А. А. Иностранцева хранится в фондах Староладожского музея-заповедника.
Стоянки древних людей, эпохи раннего металла, были найдены так же на левом берегу реки Сясь (бывший Рогожинский Погост), напротив устья реки Валгома и правом берегу реки Валгома — правого притока Сяси у её устья на песчаном берегу.
Люди давно здесь занимались охотой и рыболовством, осваивали ремесла и приобретали первые навыки передвижения по воде на выдолбленных из стволов деревьев лодках.
Поселения в устье реки Сясь относились к Богоявленскому погосту на Сяси.
В это время активно образовывались поселения такого типа.
К этому времени относится и «Дело по челобитной жителей Сясьского рядка о неправке с них денег по их бедности», материалы по которому хранятся в архиве города Стокгольма (Швеция).

### Жизнь и традиции
Деревня Сяская с почтовой станцией отмечена на карте Новоладожского уезда 1807 года.

СЯСЬСКИЕ РЯДКИ — село принадлежит надворному советнику Яковлеву, число жителей по ревизии: 430 м. п., 420 ж. п.;
В оном: церковь каменная во имя Святых апостолов Петра и Павла. (1838 год)

СЯСЬСКИЕ РЯДКИ — село дочери надворной советницы Яковлевой, по почтовому тракту, число дворов — 150, число душ — 360. (1856 год)

СЯСЬСКИЕ РЯДКИ — село владельческое при реке Сяси, устье Свирского канала в Ладожском озере, число дворов — 163, число жителей: 442 м. п., 528 ж. п.;
Церковь православная и часовен три. Раскольничья молельня. Сельское училище. Почтовая и обывательская станции. Ярмарок две. Казённый перевоз через реку Сясь. (1862 год)

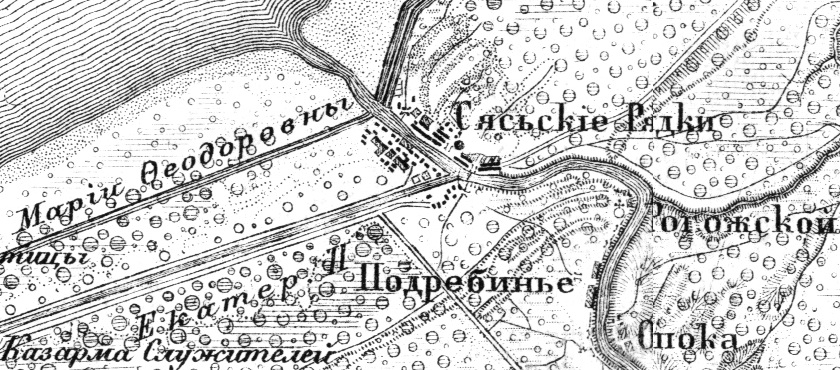
Село Сясьские Рядки на карте Ф. Ф. Шуберта 1872 года

В 1872 году временнообязанные крестьяне села выкупили свои земельные наделы у А. М. Яковлевой и стали собственниками земли. Согласно отчёту губернской земской управы в селе находился казённый перевоз через реку Сясь.
Как следует из историко-статистических сведений Санкт-Петербургской епархии 1884 года:

Успенский Сясьский погост или «Сясьские Рядки» находятся в 157 верстах от Петербурга и в 11 от Новой Ладоги. Успенским назван по церкви, а Сясьским — по реке Сяси. Село расположено при впадении Сяси в Ладожское озеро. Правая сторона села называется церковною, а левая Успенскою потому, что празднует Успению. При селе два канала: Сясьский и Свирский, и два почтовых тракта: Ярославский и Архангельский. Прихожане мужского пола почти все грамотны, между женщинами грамотных до 50 человек. Училище открыто было при церкви в 1849 году священником Соболевым. До 1861 года училище помещалось в квартире священника, с 1862 года для школы нанималась квартира, а в 1872 году для неё выстроен особый дом. В школе учатся 42 мальчика и 22 девочки. Мальчики участвуют в церковной службе...
В 1884 году население села составляло: мужчин 450 человек, а женщин 573.
Жители преимущественно занимались рыбной ловлей. Здесь водился хариус, голавль, жерех (нижнее течение), сырть, сом, иногда попадался лосось.
Но после открытия каналов, стали заниматься судоходством. Вот описание людей занимавшихся этой работой из историко-статистических сведений Санкт-Петербургской епархии 1884 года: «Работа в погонщиках по каналу развивает болезни, приучает к беспорядку в жизни, пьянству, грубости, отучает от храма Божия, развивает жестокость в обращении с животными и пр.» После открытия канала рыболовов оставалась до 20 семей. Описывая их автор источника примечает, что рыболовы отличались лучшей нравственностью.
Также, начиная с XIX века, при строительстве каналов здесь жили чиновники и солдаты Министерства путей сообщения. До настоящего времени сохранился парк усадьбы Министерства путей сообщения «Сясьские Рядки», который относится к объектам культурного наследия Ленинградской области.
Сборник Центрального статистического комитета 1885 года описывал село так:

СЯСЬСКИЕ РЯДКИ — село бывшее владельческое при реке Сяси и Ладожском озере, дворов — 188, жителей — 780;
Церковь православная, часовня, почта и обывательская станция, школа, 16 лавок, 2 трактира, ярмарки 16 января, 17 марта и 29 апреля. (1885 год)

Согласно материалам по статистике народного хозяйства Новоладожского уезда 1891 года имение при селении Сясьские Рядки площадью 589 десятин принадлежало наследникам купца С. И. Зайцева, имение было приобретено в 1873 году за 1600 рублей.
Согласно данным первой переписи населения Российской империи:

СЯСЬСКИЕ РЯДКИ — село, православных — 1282, мужчин — 581, женщин — 703, обоего пола — 1284. (1897 год)

Ежегодно, до 1918 года, в селе проходили ярмарки: 16 января которая называлась Петровской, 17 марта — Алексеевская и 29 июня. Проходили они по 4 дня. Привычного нам Мурманского шоссе не существовало и путники ходили по Архангельскому почтовому тракту: от берегов Невы через Шлиссельбург и Новую Ладогу.
В конце XIX — начале XX века село административно относилось к Иссадской волости 3-го стана Новоладожского уезда Санкт-Петербургской губернии.
С 1917 по 1922 год в составе Сясько-Рядковского сельсовета Иссадской волости Новоладожского уезда находились две смежные деревни: Сяськие Рядки Захарьевские и Сяськие Рядки Успенские. С 1 декабря 1922 года они учитыватся областными административными данными как единое село Сяськие Рядки.
С 1923 года — в составе Октябрьской волости.
Согласно данным переписи населения СССР 1926 года в селе Сясьские Рядки Сясько-Рядковского сельсовета Октябрьской волости Волховского уезда проживали 1362 человека — большинство русские, а также ингерманландцы, венгры, латыши и татары.
С августа 1927 года — в составе Волховского района.
По данным 1933 года село Сясские Рядки являлось административным центром и единственным населённым пунктом Сяськорядковского сельсовета Волховского района, с населением 750 человек.
По данным 1936 года в состав Сяськорядковского сельсовета входили 2 населённых пункта, 352 хозяйства и 2 колхоза.

Село Сясьские Рядки на карте 1940 года

С 1946 года — в составе Новоладожского района.
1 августа 1961 года село Сяськие Рядки было включено в черту рабочего посёлка Сясьстрой.

### Духовная жизнь
Поселения Сясьского устья относились к Богоявленскому погосту на Сяси.
Нынешняя каменная церковь построена в 1751 году, так как этот год поставлен на антиминсе придела Петра и Павла. Храм имеет 4 престола и разделен капитальною стеною на восточную и западную половины. В восточной два престола: Успения и Петра и Павла. Антиминс Успенского алтаря освящен митрополитом Гавриилом 10 октября 1780 года; антиминс придела — Стефаном, архиепископом Новгорода и Великих Лук, и подписан им 28 июля 1751 года.
Западная половина также имела два алтаря. Правый «во имя Алексия Человека Божия», также освятил митрополит Гавриил 10 октября 1780 года и левый, посвящённый Святым праведникам Захарии и Елизавете (его строительство было начато ещё при дочери Петра Елизавете, поэтому, наверное, и был посвящён этой святой). Освятил этот алтарь митрополит Амвросий 21 января 1817 г.
Храм украшала каменная колокольня, которая была построена в период с 1810-го по 1816 год. Плиту для колокольни пожертвовал здешний выходец купец Вавилов. Высота колокольни почти 20 саженей (40 метров). Вокруг церкви и кладбища в XIX веке была возведена чугунная ограда в стиле эклектики на каменном основании с каменными воротами.
К церкви были причислены четыре часовни: 1 — Во Имя Воздвижения Креста, в 3 верстах от церкви, на Архангельском тракте. Она была каменная и построена Санкт-Петербургским купцом Михаилом Ертовым, в 1835 году. 2 — Успенская, деревянная, на Успенской стороне села; 3 — Воздвиженья — часовня деревянная, построена петербургским купцом Иваном Кулаковым; потому и называется Кулаковскою; 4 — Успения, каменная, на Успенской стороне села, построена в конце XVIII века бывшим здешним крестьянином, а потом С-Петербургским купцом Лонгином Лазаревым. Из всех сохранилась только последняя.
Храм Успения Пресвятой Богородицы был действующим до 1938 года. Во время Великой Отечественной войны в храме находился военный госпиталь. После окончания войны церковь не реставрировалась и начала медленно разрушаться. В одну из ночей 1962 года во время бури упал купол колокольни со шпилем. Но начиная с 2000 года в храме начались первые богослужения, сейчас храм восстанавливается.

## Известные уроженцы, жители
- Елисеев, Василий Николаевич (1918—1943) — советский танкист, гвардии старший лейтенант.

## Достопримечательности
В Сясьских Рядках существует колодец, называемый «Суворовским». В 1764—1768 годах Суздальский 62-й пехотный полк под началом прославленного полководца располагался в городе Новая Ладога. Под командованием А. В. Суворова полк часто проводил летние учения в Сясьских Рядках.